# Караойський сільський округ (Жамбильський район)
Карао́йський сільський округ (каз. Қараой ауылдық округі, рос. Караойский сельский округ) — адміністративна одиниця у складі Жамбильського району Жамбильської області Казахстану. Адміністративний центр — село Сулутор.
Населення — 6362 особи (2021; 4716 у 2009, 3772 у 1999, 3439 у 1989).
Станом на 1989 рік існували Караойська сільська рада (села Жиделі, Караой, Кольтоган, Октябр, Пригородне, Седовка) та Кумшагальська сільська рада (села Кизилабад, селища Казарма 3498 км, Кумшагал, Чолдала). 1997 року ліквідований Кумшагальський сільський округ приєднано до Караойського сільського округ, однак 2001 року округ був відновлений у складі сіл Кизил-Абад, Кольтоган, Кумшагал, Шолдала. Пізніше до складу Кумшагальського сільського округу було передано село Казарма. 2011 року Кумшагальський сільський округ, а також село Жиделі Караойського сільського округу увійшли у межі міста Тараз. 2019 року до складу сільського округу була включена територія площею 0,75 км² земель державного земельного фонду.

## Склад
До складу округу входять такі населені пункти:
| Населений пункт | Старі назви | Населення, осіб (1989) | Населення, осіб (1999) | Населення, осіб (2009) | Населення, осіб (2021) |
| --------------- | ----------- | ---------------------- | ---------------------- | ---------------------- | ---------------------- |
| Кемел, село     | Октябр      | 161                    | 186                    | 216                    | 197                    |
| --Караой, село  | -           | 177                    | -                      | -                      | -                      |
| Сулутор, село   | Пригородне  | 2945                   | 3586                   | 4500                   | 6165                   |
| --Седовка, село | -           | 156                    | -                      | -                      | -                      |